# 지바 사부로
지바 사부로(일본어: 千葉 三郎, 1894년 1월 25일~1979년 11월 29일)는 12선 중의원 의원을 지낸 일본의 정치인이다.

## 생애
1894년 1월 25일에 지금의 지바현 모바라시에서 태어났다. 긴조 중학교와 제일고등학교를 거쳐 1919년에 도쿄 제국대학(지금의 도쿄 대학) 불법과를 졸업하고 미쓰비시 광업에 입사했다. 하지만 금방 퇴직한 뒤 미국 프린스턴 대학교에 유학가서 석유업을 배웠다. 이후 프린스턴 대학교 대학원을 수료하고 1922년에 일본으로 돌아왔다.
카네보 사장 무토 산지의 오른팔이 되어 대일본실업조직연합회 이사장에 취임했고 무토가 정계에 진출하자 1925년에 중의원 의원 보궐선거에 출마해 당선되어 역시 정치인이 되었다. 1928년에 재선에 성공했지만 1930년에 낙선했고 이후 정계를 은퇴하여 지지신보사 중역이 되어 아시다 히토시, 쓰다 신고, 이시야마 겐키치 등과 교류했다.
1932년에 무토가 사장으로 있던 남미척식회사의 이사가 되어 브라질의 아마존 우림 개척 사업에 종사했다. 1934년에 이시카와 석유 전무가 되었고 1938년에는 일본유화공업을 설립해 인조석유 개발에 착수했다. 1943년에는 일본유철 사장에 취임하는 등 꾸준히 석유·에너지 관련 분야에서 일했다. 다만 쇼와산업의 권유를 받아 1939년~1941년에 사가미 철도 사장을 지낸 적이 있다.
1945년 5월에 공업기술원 차장에 취임했지만 종전 직후에 사임했다. 그리고 총리대신 히가시쿠니노미야 나루히코에게 건백서를 제출해 국가재건정책을 제시하면서 지방치에 유능한 인재를 써야 한다며 자신을 지바현지사로 임명해줄 것을 요청했다. 10월에 출범한 시데하라 내각의 내무상 호리키리 젠지로가 미군 부대가 많아 미국 유학 혹은 해외 시찰 경험이 있어 영어를 할 줄 아는 지사가 필요하다며 지바를 미야기현지사로 임명해 11월 센다이시에 도착했다. 취임 후 첫 시정방침연설에 임한 지바는 자주·능동적인 민주적 경영과 민간공개주의를 표명했다. 선거 출마를 위해 1947년에 잠시 물러났다가 당선되어 한 달 만에 지사에 복귀했다.
1949년 총선 출마를 위해 지사를 사임한 뒤 민주당 공천을 받아 출마해 당선됐다. 다음 해에 간사장이 되었으며 1954년 12월에 출범한 제1차 하토야마 이치로 내각에서 노동상으로 입각했다. 1955년 보수합동으로 창당된 자유민주당에 참여했다.
자민당 내에서 기시 노부스케-후쿠다 다케오의 파벌에 속했다. 1956년에 산업계획회의 위원으로 참여했으며 1955년부터 1959년까지 도쿄 농업대학장을 역임했다. 1965년부터 9174년까지 무토 산지의 차남 무토 이토지의 요청을 받아 카네보 감사직을 맡았다.
1960년에 아오키 가즈오, 기무라 도쿠타로 등과 함께 우파 의원 그룹인 소심회를 결성하는 등 자민당 내에서 매파 의원의 리더가 되었으며 개헌, 자주 방위력의 증강, 전후 교육의 쇄신 등을 주장했다. 치안대책특별위원장을 맡아 치안 확립에도 부심했다. 1965년 4월에 훈1등 서보장을, 1975년 4월에 훈1등 욱일대수장을 수훈했다.
1976년 도가네시장 이시바시 가즈야에게 지지 기반을 물려주고 정계를 은퇴했다. 이후 브라질에서 연료 알코올의 원료가 되는 카사바 재배지를 만드는 계획에 몰두했다.
1979년 11월 29일에 멕시코 멕시코시티에서 객사했다.

## 역대 선거 기록
|  | 0% |

|  | 0% |

|  | 0% |

|  | 77.12% |

|  | 10.4% |

|  | 14.07% |

|  | 14.98% |

|  | 17.56% |

|  | 15.37% |

|  | 16.96% |

|  | 17.58% |

|  | 16.13% |

|  | 12.05% |

|  | 13.15% |

| 전임 이케즈미 모토메 | 제35대 미야기현지사 1945년 10월 27일~1947년 3월 5일 | 후임 와타나베 단지로 |

| 전임 와타나베 단지로 | 제37대 미야기현지사 1947년 4월 12일~1949년 2월 22일 | 후임 사사키 가즈지 |

| 전임 고사카 젠타로 | 제9대 노동대신 1954년 12월 10일~1955년 3월 19일 | 후임 니시다 다카오 |